# Bacuriti
Bacuriti é um distrito do município brasileiro de Cafelândia, no interior do estado de São Paulo.

## História

### Formação administrativa
- Em 23/07/1929 é criado o distrito policial de Vila Bacuri no município de Cafelândia[3].
- O Decreto nº 7.419 de 11/10/1935 suprimiu o distrito policial de Vila Bacuri[4].
- O Decreto nº 8.597 de 27/09/1937 restabelece, no município de Cafelândia, o distrito policial de Vila Bacuri, com as mesmas divisas anteriores[5].
- O distrito foi criado pelo Decreto-Lei n° 14.334 de 30/11/1944, com o povoado de Bacuriti mais terras do distrito de Simões e do distrito de Sabino que pertencia ao município de Lins[6].

## Geografia

### Demografia

#### População urbana
| Crescimento população urbana | Crescimento população urbana | Crescimento população urbana | Crescimento população urbana |
| Censo                        | Pop.                         |                              | %±                           |
| ---------------------------- | ---------------------------- | ---------------------------- | ---------------------------- |
| 1950                         | 197                          |                              | —                            |
| 1960                         | 235                          |                              | 19,3%                        |
| 1970                         | 421                          |                              | 79,1%                        |
| 1980                         | 641                          |                              | 52,3%                        |
| 1991                         | 694                          |                              | 8,3%                         |
| 2000                         | 808                          |                              | 16,4%                        |
| 2010                         | 812                          |                              | 0,5%                         |
| Fonte: IBGE e Fundação SEADE |                              |                              |                              |

#### População total
Pelo Censo 2010 (IBGE) a população total do distrito era de 985 habitantes.

### Área territorial
A área territorial do distrito é de 88,212 km².

### Rodovias
O distrito possui acesso à cidade de Cafelândia e ao distrito de Simões através de estrada vicinal.

### Hidrografia

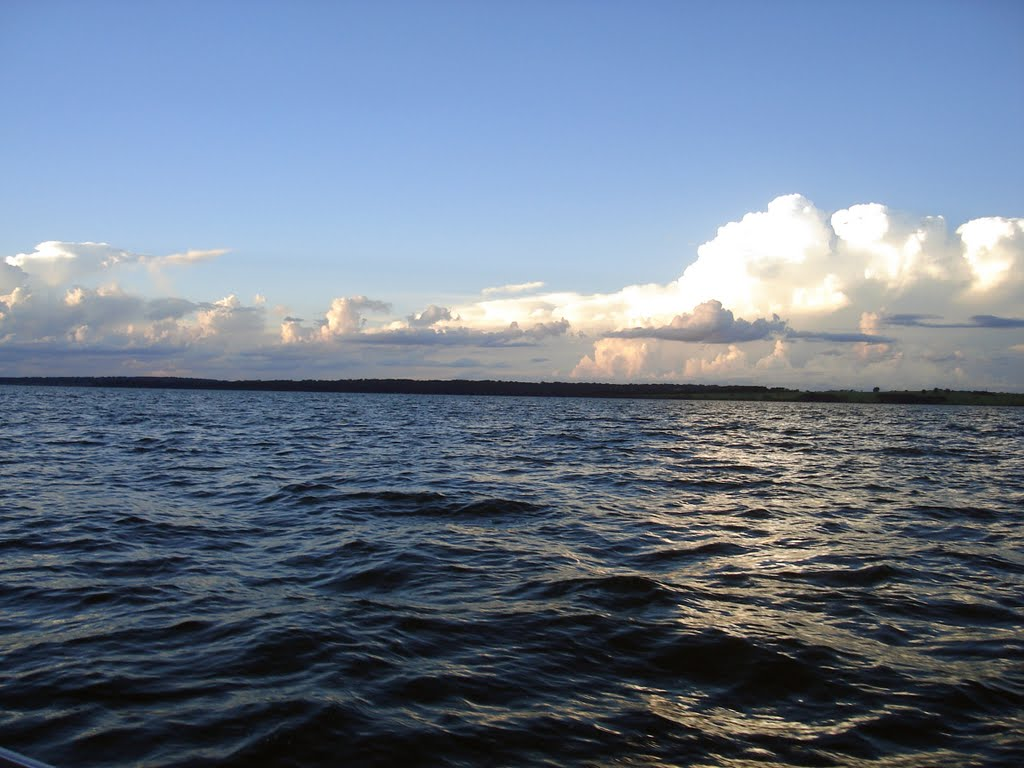
Trecho do Rio Tietê em Bacuriti.

- Rio Tietê

## Serviços públicos

### Registro civil
Atualmente é feito na sede do município, pois o Cartório de Registro Civil das Pessoas Naturais do distrito foi extinto pelo  Tribunal de Justiça do Estado de São Paulo, e seu acervo foi recolhido ao cartório do distrito sede. Os primeiros registros dos eventos vitais realizados neste cartório são:
- Nascimento: 15/09/1945
- Casamento: 02/03/1946
- Óbito: 09/10/1945

### Saneamento
O serviço de abastecimento de água é feito pela Prefeitura Municipal de Cafelândia. 

### Energia
A responsável pelo abastecimento de energia elétrica é a CPFL Paulista, distribuidora do grupo CPFL Energia.

### Telecomunicações
O distrito era atendido pela Telecomunicações de São Paulo (TELESP), que inaugurou uma central telefônica no distrito de Simões para atender os dois distritos, e que é utilizada até os dias atuais. Em 1998 esta empresa foi vendida para a Telefônica, que em 2012 adotou a marca Vivo para suas operações.

## Religião
O Cristianismo se faz presente no distrito da seguinte forma:

### Igreja Católica
- A igreja faz parte da Diocese de Lins[19].

### Igrejas Evangélicas
- Assembleia de Deus - O distrito possui uma congregação da Assembleia de Deus Ministério do Belém, vinculada ao Campo de Marília. Por essa igreja, através de um início simples, mas sob a benção de Deus, a mensagem pentecostal chegou ao Brasil. Esta mensagem originada nos céus alcançou milhares de pessoas em todo o país, fazendo da Assembleia de Deus a maior igreja evangélica do Brasil[20][21].
- Congregação Cristã no Brasil[22].